# Цифри на маите
Цифрите (числата) на маите е двайсетична (с основа 20) бройна система, която използва точки и чертички за изписване на числата. Предполага се, че числото 20 е избрано заради общия брой на пръстите на ръцете и краката. Числото 5 също играе важна роля, поради същата причина – броят на пръстите на едната ръка или единия крак. Тази бройна система използва само три символа – нула (наречена още „черупка“), едно (точка) и пет (хоризонтална черта).
При идването на испанските конкистадори през 16 век, една голяма част от писмените документи на маите бива унищожена или загубена. Само една малка част успява да оцелее. Най-важните запазени до днес са Дрезденският, Мадридският и Парижкият кодекс, наречени така на градовете, където се пазят. Друг източник на информация са запазените надписи на каменни постройки и колони.

## Представяне на числата
| Трети разред (400-ици) |    |     |      |
| Втори разред (20-ици)  |    |     |      |
| Първи разред (единици) |    |     |      |
|                        | 33 | 429 | 5125 |

Числото едно се представя с една точка, към всяко следващо число се прибавя хоризонтално друга точка, докато се стигне до 5, тогава петте точки се заменят с една хоризонтална черта. Шест се представя с една хоризонтална черта и една точка над нея и така нататък. Числото 19 се представя с три хоризонтални черти една над друга (15) и четири точки над тях (4), 5 + 5 + 5 + 4 = 19.
Числа по-големи от 19 се представят вертикално като степени на 20, за разлика от десетичната система, където разредите (порядъците) са представени хоризонтално, като степени на 10. Така например числото 33 може да се запише като една точка във втори порядък (т.е. по-високо вертикално) и две черти и три точки в първи порядък. Първата точка представлява 20, или „1×20“, което се добавя към трите точки и двете черти, или 13, с други думи: (1×20) + 13 = 33. След като се достигне до 20² (400), се добавя нов порядък, т.е. ред отгоре. Числото 429 се записва като една точка в трети порядък, една точка във втори порядък и четири точки над хоризонтална черта в първи порядък: (1×202) + (1×201) + 9 = 429.

## Събиране и изваждане
Събиране и изваждане на числата на маите се извършва елементарно и лесно чрез комбиниране на различните символи във всеки порядък:

При събирането ако в резултат от комбинирането се получат 5 или повече точки, те се заменят с хоризонтална черта. Ако се получат четири или повече хоризонтални черти, четирите линии се изтриват и се добавя точка в следващия порядък.
При изваждането ако няма достатъчно точки, хоризонтална черта се заменя с пет точки. Ако няма достатъчно хоризонтални черти, точка от горния порядък се заменя с четири черти в долния.
Както се вижда от горните примери, действията са подобни на тези в десетичната система.